# Publius Caesetius Sodalis
Publius Caesetius Sodalis war ein römischer Elfenbeinschnitzer (politor eburarius). Er ist durch seine Grabinschrift bekannt, die in Rom gefunden wurde. Sie wird in die frühe römische Kaiserzeit zwischen der Zeitenwende und etwa dem Jahr 30 datiert.
Der Text der Inschrift lautet:
Ein Fragment der Inschrift befindet sich heute in der Studiensammlung der American Academy in Rome, der übrige Teil in den Kapitolinischen Museen. Details zum Leben oder den Werken des Caesetius Sodalis sind nicht bekannt, überlieferte Werke kann man ihm nicht zuschreiben. Als Freigelassener eines Publius Caesetius hat er dessen Namen angenommen, der Cognomen Sodalis dürfte der Eigenname als Sklave gewesen sein. Die Beziehung zur ebenfalls auf dem Grabstein erwähnten Caesetia Ridicula lässt sich nicht sicher bestimmen. Sie könnte die Ehefrau des Caesetius Sodalis gewesen sein.